# Mineralull
Mineralull är ett samlingsnamn för byggnadsmaterial av mineralfiber som i första hand används för värmeisolering, men även för ljudabsorption. Fibrerna är långa och tunna och bildar en porös massa. Mineralull delas in i två huvudtyper, glasull och stenull, beroende på basmaterial. 

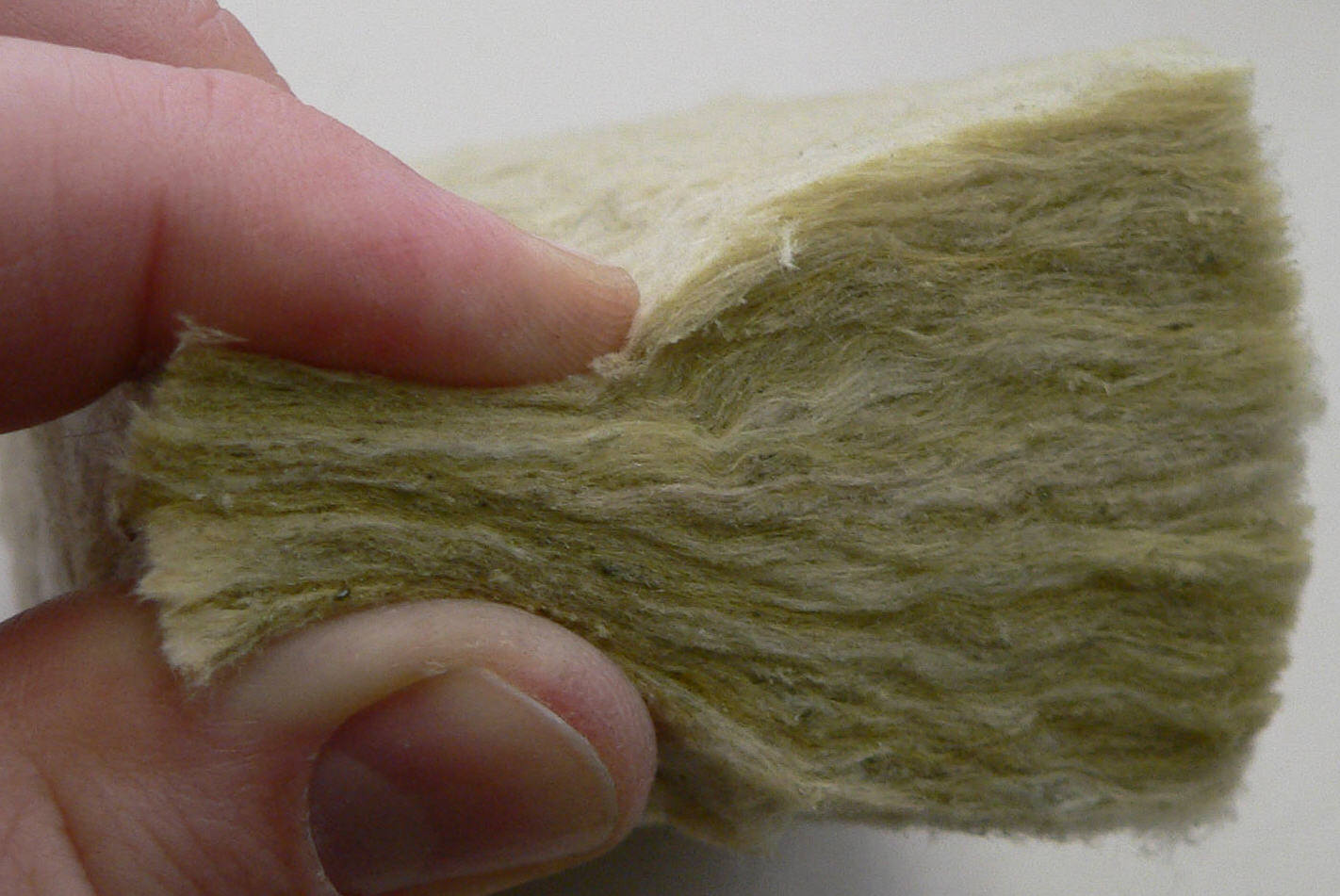

## Värmeisolering
Mineralullen har låg skrymdensitet genom att den till största delen består av luft. Genom att luften hålls stilla, ger mineralull god värmeisolering. Eftersom luften ska hållas stilla är det viktigt att isoleringen skyddas mot tryckskillnader som skulle kunna leda till att kall luft eller heta brandgaser strömmar genom mineralullen. Där den inte är inbyggd på annat sätt kan vindskydd av t.ex. träfiberskivor, papp eller papper behöva ordnas. Eftersom skrymdensiteten är låg blir värmekapacitiviteten låg d.v.s. det går inte åt mycket värme/kyla för att värma/kyla ullen och ändringar i utomhustemperaturen kan därför slå igenom relativt fort inomhus även om byggnaden är väl isolerad vilket kan synas som en paradox, men alltså beror på att kvoten mellan värmeledningsförmåga och den volymetriska värmekapacitiviteten (denna kvot kallas termisk diffusivitet) inte är låg.

## Brandskydd
Eftersom mineralull är värmeisolerande och obrännbart är det användbart i brandskyddade konstruktioner. Det bör dock användas i kombination med andra material eftersom heta brandgaser annars kan passera genom den luckra ullstrukturen. Därför kan det vara en fördel att använda mineralull med hög skrymdensitet trots att denna har något högre värmeledningsförmåga och kostar mer. Stenull har högre smältpunkt än glasull och ger därför väsentligt bättre skydd.

## Buller och isolering
Mineralull isolerar inte bara värme, utan absorberar även ljud. Därför används materialet även i exempelvis innerväggar mellan rum där värmeisolering inte behövs.

## Dimensioner
Väggar med regelavstånd c/c 600 mm isoleras med skivor som har 565 mm bredd, vilka kläms ihop cirka 1 cm mellan de 45 mm tjocka träreglarna. 
För stålregelväggar med c/c 450 mm så finns det skivor anpassade till den storleksbredden och hittas oftast med bredden ; 460 mm. (för att tryckas in försiktigt och att skivorna skall ha lite spänst och stöd mot regeln och inte kollapsa ner)
Tidigare kläddes väggar invändigt ofta med 1200 mm breda gipsskivor. Eftersom skivor i detta format ökar risken för belastningsskador går en trend mot 900 mm skivbredd och därmed regelavstånd c/c 450 mm. Därför stora tillverkarna har även den storleken på lager och inte bara för cc 600 mm. 
Senaste tid har det förekommit en hel del underentreprenörer som arbetar med Lösull som sprutas direkt in mellan reglarna och på det sättet så minskar spill, sparas miljö och man betalar för installerad volym istället för att ha överblivna skivor/rullar. Smidigt om man har flera svåråtkomliga utrymme eller ej vanlig struktur, då behöver man inte skära och anpassa och riskera att inte fylla ut som det skall( skapa glapp mellan regel och isolering och potentiella köldbryggor) 

## Glasull
Råmaterialet till glasull kan vara returglas eller sand, SiO2. Råmaterialet smälts vid cirka 1400 °C och den smälta massan leds till roterande spinnare varvid glaset slungas ut ur små hål och stelnar. De tunna trådarna av glas bearbetas tillsammans med fenolharts och cirka 0,5 % mineralolja för att binda damm. Glasullen formas sedan till isolerskivor eller andra produkter. Glasull används som isoleringsmaterial och har mycket goda värme- och ljudabsorptionssegenskaper och är obrännbar (A1 enligt Euroclass ).
Glasullens kemiska bindemedel förgasas vid 200 °C. 
Glasull kan ha vissa hälsoaspekter eftersom dess fiber kan förorsaka damm vid till exempel isolering av en byggnad. 
I Europa är dock glasull sedan 1998 klassificerad som biolöslig och icke-cancerogen enligt EUCEB . Glasfiberull kan skapa hudirritationer för känsliga personer vid kroppskontakt men är idag gjord av en fin fiber som inte kan jämföras med den som användes på 1970-talet.
Glasull kan man använda som fast fas tillsammans med aluminiumoxid när man till exempel gör separationsmetoden kolonnkromatografi.
Största tillverkaren av glasull i Sverige är Isover (tidigare Gullfiber), men det finns även andra tillverkare som säljer på den svenska marknaden och då hittar man stora internationella företag som Knauf Insulation bl.a.

## Stenull

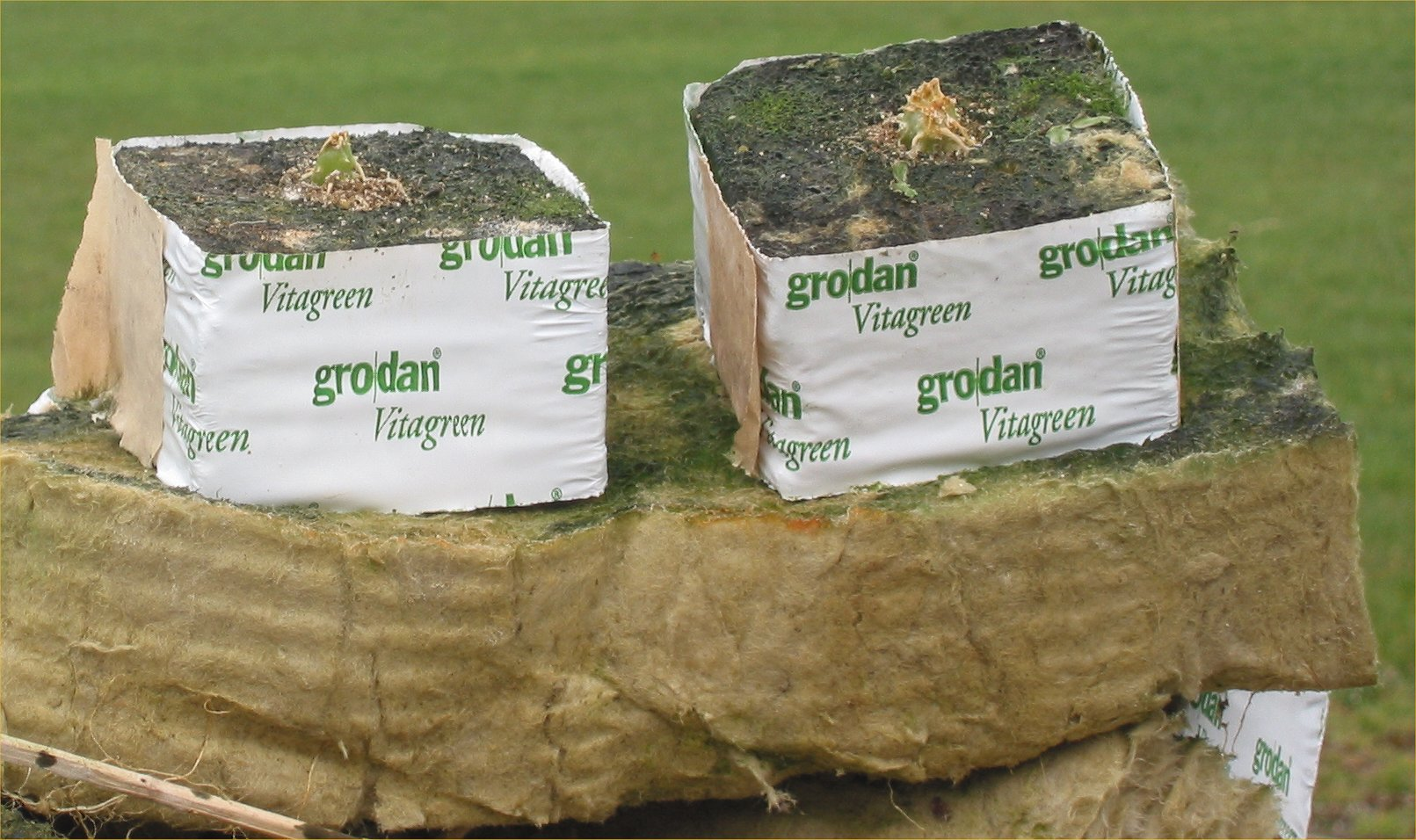
Stenullisolering kan även användas till odling

Stenull består av diabas som smälts tillsammans med koks vid 1 600°C, fibrer dras ut med hjälp av roterande hjul från den smälta massan. Stenull finns dels som lösull och blåses in vid husbyggnad samt formas även till isolerskivor eller rörskålar med en tillsats av fenolharts. Materialet har goda värme- och ljudabsorptions egenskaper och används vid till exempel flytande golv, vägg- och takisolering, rör- och kanalisolering samt ljuddämpande innertak men också som grundisolering för att bromsa värmetransporten via grunden. Stenulls isolering ger också ett utmärkt brandskydd och är  klassificerad i Euroclass A1 – den högsta europeiska brandklassen för byggmaterial. Stenull är också obrännbart och behåller sina brandskyddsegenskaper upp till 1 000 ºC. Stenull avger även mycket lite rök vid en brand.
Montagemässigt så  upplevs stenullen vara mycket stabil och  lättmonterad och dammar inte så mycket men dock ska försiktighet iakttagas och andningsmask bör användas vid montage av all mineralull på marknaden.Stenull är en godkänd produkt enligt EUCEB.
Stenull tillverkas i Sverige av Paroc med det Svenska huvudkontoret Skövde och fabriker i Hällekis och Hässleholm.